# Iron Acton
Iron Acton – wieś i civil parish w Anglii, w hrabstwie ceremonialnym Gloucestershire, w dystrykcie (unitary authority) South Gloucestershire. Leży 14 km na północny wschód od miasta Bristol i 163 km na zachód od Londynu. W 2011 roku civil parish liczyła 1346 mieszkańców. Iron Acton jest wspomniana w Domesday Book (1086) jako Actune.